# Mélody Vilbert
Mélody Vilbert (Tolosa, 6 ottobre 1976) è una modella francese, vincitrice del titolo di Miss Francia 1995.

## Biografia
È stata eletta quarantottesima Miss Francia all'età di 19 anni, dopo essere stata incoronata Miss Aquitania 1994. È stata l'ultima Miss Francia la cui elezione è stata trasmessa da France 3, dato che nelle edizioni successive le trasmissioni sono state affidate a TF1.
Dopo l'elezione ha intrapreso una carriera di modella.